# Canal de Zuid-Beveland
Le Canal de Zuid-Beveland (en néerlandais Kanaal door Zuid-Beveland) est un canal en Zélande aux Pays-Bas.

## Géographie
Le canal traverse le Zuid-Beveland, avec une orientation nord-sud presque parfaite, entre Wemeldinge au nord et Hansweert au sud. Il permet de relier l'Escaut oriental à l'Escaut occidental par voie navigable.

## Histoire
Les travaux ont débuté en 1850 et ont été achevés en 1866. Au siècle dernier, c'était l'un des canaux les plus fréquentés d'Europe.
Depuis la création du Canal de l'Escaut au Rhin, son importance a fortement diminué.

## Source
- (nl) Cet article est partiellement ou en totalité issu de l’article de Wikipédia en néerlandais intitulé « Kanaal door Zuid-Beveland » (voir la liste des auteurs).

| \| Localisation du Plan Delta dans le Monde \| Bernisse Canal de l'Escaut au Rhin Grevelingenmeer Canal Hartel Canal de Zuid-Beveland Dordtsche Kil Escaut occidental Escaut oriental Haringvliet Hollands Diep Krammer Markiezaatsmeer Nieuwe Waterweg Nouvelle Meuse Spui Scheur Veerse Gat Veerse Meer Vieille Meuse Volkerak Zoommeer Anvers Rotterdam Mer du Nord Belgique Pays-Bas Eau de mer Eau douce |
| Localisation du Plan Delta dans le Monde |